# Allobates subfolionidificans
Allobates subfolionidificans (Lima, Sanchez & Souza, 2007) è un anfibio anuro appartenente alla famiglia degli Aromobatidi.

## Etimologia
L'epiteto specifico è derivato dal latino subfolio (sotto la foglia) e nidificans (nidificazione). Il nome allude al sito riproduttivo della specie, che pone le sue uova sulla
superficie ventrale delle foglie.

## Distribuzione e habitat
È endemica di Rio Branco nello stato di Acre, Brasile. Si trova a 136 m di altitudine.